# Cantó de Sens-Nord-Est
El cantó de Sens-Nord-Est és un cantó francès del departament del Yonne, situat al districte de Sens. Té 4 municipis i part del de Sens.

## Municipis
- Fontaine-la-Gaillarde
- Saint-Clément
- Saligny
- Sens (part)
- Soucy

## Història
| Data d'elecció                           | Identitat                | Partit                     | Qualitat |
| ---------------------------------------- | ------------------------ | -------------------------- | -------- |
| 1945-1949                                | M. Picot                 | radical                    |          |
| 1949-1955                                | M. Dastra                | RPF, després RS            |          |
| 1955-1961                                | Gaston Perrot            | Divers droite, després UDR |          |
| 1961-1967                                | M. Machavoine            | Divers droite              |          |
| 1967-1973                                | Jean Cordillot           | PCF                        |          |
| 1973-1979                                | M. Chrétien              | Divers droite              |          |
| 1979-1992                                | Etienne Braun            | UDF                        |          |
| 1992-1998                                | Patrick Chevalier-Vanier | RPR                        |          |
| 2004-2011                                | Bruno Gervier            | PS                         |          |
| 2011-                                    | Gilles Pirman            | UMP                        |          |
| les dades anteriors no són pas conegudes |                          |                            |          |
|                                          |                          |                            |          |